# Десантно-высадочные средства

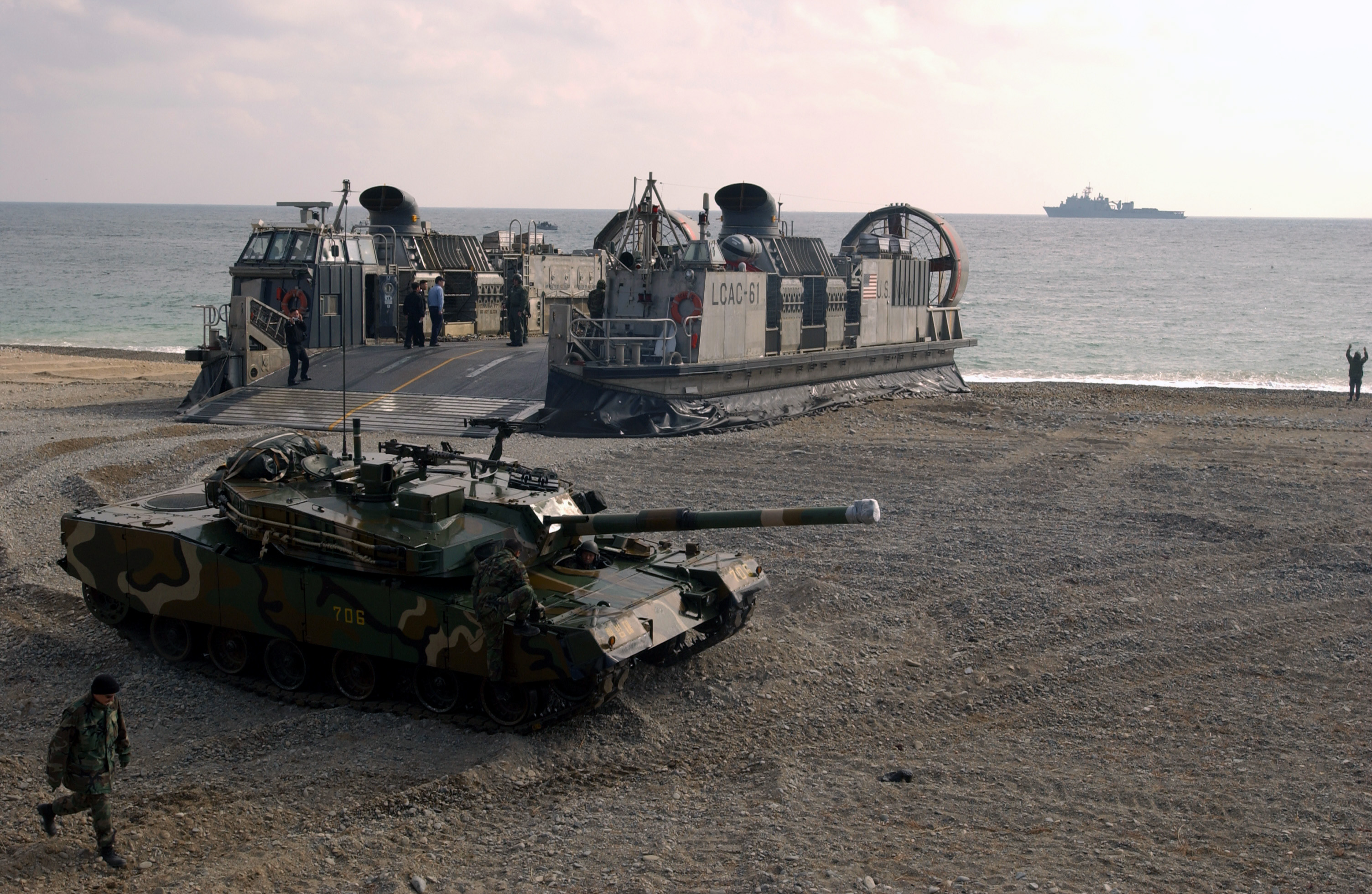
Южнокорейский танк K1 покидает американский десантный катер LCAC

Десантно-высадочные средства — совокупность транспортных средств, предназначенных для оперативной высадки личного состава сил морского десанта с десантных кораблей на необорудованное побережье, а также — для перевозки военной техники и другого материально-технического имущества на берег.
В число штатных десантно-высадочных средств входят плашкоуты, катера, десантные баржи, вертолётная авиатехника, катера на воздушной подушке и т. п.
Как правило, десантно-высадочные средства доставляются в район высадки на борту десантных кораблей и транспортных судов. Для обеспечения быстрой высадки значительная часть десантно-высадочных средств (десантные катера, баржи, суда на воздушной подушке) оснащаются выдвижными аппарелями; их конструкция обладает повышенной живучестью, а среди основных важных характеристик выделяют скорость.